# Era lui, si, si!
Era lui, si, si! è un film del 1951 diretto da Marcello Marchesi e Vittorio Metz.

## Trama
Il proprietario di un grande magazzino, il commendator "Fernandone", è ossessionato da un incubo ricorrente, il cui protagonista è un giovanotto a lui sconosciuto ma che odia profondamente. Un giorno si presenta da lui in cerca di un lavoro il timido Walter Milani, dottore in economia, che per sua sfortuna è perfettamente somigliante al protagonista dell'incubo del commendatore. Questi, appena lo vede, impazzisce di rabbia e mentre urla "è lui, è lui!!!" gli intima di andarsene. Il dottore che lo ha in cura, suo caro amico, si trova in quel momento nel suo ufficio e gli consiglia di affrontare la realtà: se lo terrà con sé nel grande magazzino, dandogli un lavoro, il suo incubo scomparirà.
Intanto la figlia del commendatore, Grazia, si innamora di Walter al primo sguardo e, nascondendogli la parentela col capo, inizia a frequentarlo. Walter viene assunto al grande magazzino e nel giro di due giorni si ritrova direttore generale; ma gli incubi di Fernando continuano e preso dalla rabbia tenta di uccidere Walter. Anche Grazia, vedendo l'atteggiamento del padre, lo scarica gettandolo nello sconforto. Il dottore sottopone allora il commendatore a una seduta di terapia psicologica, dalla quale emerge che la causa di questi incubi è un torto ai danni di Walter del quale il commendatore è responsabile: l'unico modo di risolvere il problema è recuperare, restituendo a Walter il suo ruolo di direttore e implorando il suo perdono.
Chiaramente Walter non sa nulla della situazione, e si trova sballottato qua e là, ora rifiutato da tutti, ora corteggiato; alla fine, esausto, tenta di fuggire ma tutto il personale lo sta cercando ed è costretto ad affrontare la situazione. Il commendatore gli restituisce il suo posto e lo implora di dargli una pedata sul sedere. Anche la bella Grazia torna sui suoi passi e decide di sposarlo. Ora, finalmente, gli incubi potranno essere solo un brutto ricordo.

## Curiosità
- Per la versione del film distribuita in Francia, dove la censura era meno severa, le odalische della scena dell'harem furono fatte recitare a seno nudo. Tra di loro compare una sedicenne Sophia Loren, accreditata nei titoli di testa come Sofia Lazzaro.[2][3]

- Al contrario di altri film del periodo, questo, realizzato completamente in studio, fu girato tutto in presa diretta.